# Five Live Yardbirds
Five Live Yardbirds es el álbum debut en directo de la banda británica de blues rock, The Yardbirds. Se lanzó al mercado en diciembre de 1964. Se reeditó en 2003, previa remasterización.

## Lista de canciones
1. "Too Much Monkey Business" (Chuck Berry) – 3:51
2. "Got Love If You Want It" (Slim Harpo) – 2:40
3. "Smokestack Lightning" (Howlin' Wolf) – 5:35
4. "Good Morning Little Schoolgirl" (H. G. Demarais) – 2:42
5. "Respectable" (O'Kelly Isley, Ronald Isley, Rudolph Isley) – 5:35
6. "Five Long Years" (Eddie Boyd) – 5:18
7. "Pretty Girl" (Bo Diddley) – 3:04
8. "Louise" (John Lee Hooker) – 3:43
9. "I'm a Man" (Bo Diddley) – 4:33
10. "Here 'Tis" (Bo Diddley) – 5:10

### Pistas adicionales en reedición de 2003
1. "You Can't Judge a Book by Looking at the Cover"
2. "Let It Rock"
3. "I Wish You Would" (Billy Boy Arnold)
4. "Who Do You Love"
5. "Honey in Your Hips"
6. "A Certain Girl"
7. "Got to Hurry"
8. "Boom Boom" (John Lee Hooker)
9. "I Ain't Got You"
10. "Good Morning Little School Girl" (versión de estudio)

## Personal
- Eric "Slowhand" Clapton – guitarra
- Chris Dreja – guitarra rítmica
- Jim McCarty – batería
- Keith Relf – Voz principal, armónica
- Paul Samwell-Smith – bajo

### Producción
- Giorgio Gomelsky – productor
- Phillip Wood – ingeniero de sonido
- Bill Inglot – remasterización digital
- Richard Rosser – fotografía